# Rita Wilson
Rita Wilson (født 26. oktober 1956) er en amerikansk skuespiller og producer. Hun er gift med skuespilleren Tom Hanks.